# Heroes (cançó)
|  | Per a altres significats, vegeu «Heroes (desambiguació)». |

Heroes és una cançó del cantant suec Måns Zelmerlöw. Va ser llançada digitalment el 28 de febrer de 2015 a Suècia. El tema va ser escrit i compost per Anton Malmberg Hård af Segerstad, Joy Deb i Linnea Deb. El 14 de març, la cançó va guanyar el Melodifestivalen 2015 i va passar a representar, doncs, Suècia al Festival de la Cançó d'Eurovisió 2015 a Viena (Àustria), on també va resultar vencedora. És el senzill del sisè àlbum d'estudi de Zelmerlöw, Perfectly Damaged.

## Recepció
A The Independent, Kiran Moodley va comparar Heroes amb Lovers on the Sun de David Guetta i va concloure que «la semblança és impressionant.» El 2022, al mateix mitjà, Ben Kelly va proclamar-la la 36a millor vencedora d'Eurovisió i la va descriure com «una producció David Guetta amb tocs de country lleugerament decebedors.»

## Melodifestivalen
Participant en la selecció per tercera vegada, Zelmerlöw va dur Heroes a la quarta semifinal del Melodifestivalen 2015 al Conventum Arena d'Örebro el 28 de febrer de 2015.
En arribar a una de les primeres dues posicions, la cançó va passar directament a la final. Aleshores, Heroes va ser la sisena actuació executada i va guanyar amb 122 punts del jurat internacional i 166 punts del públic, és a dir, amb 288 en total, una marca rècord per al sistema de votació vigent. Va resultar amb un marge de 149 punts més que la segona cançó més ben rebuda.

## Succés a Eurovisió
Heroes va guanyar el Festival de la Cançó d'Eurovisió 2015 amb un total de 365 punts. És la tercera puntuació més alta en la història del certamen del 1975 al 2015. És també la primera cançó guanyadora, d'ençà de la introducció del sistema de votació que combina el jurat i el televot el 2009, que no ha estat la triomfadora en el televot. Heroes va sobrepassar la impressionant xifra 26 altres cançons en la final, ja que amb 27 països participant-hi és la final d'Eurovisió més grossa que hi ha hagut mai.
Heroes va rebre el percentatge més alt de punts possibles en comparació amb qualsevol altre guanyador eurovisiu de la dècada del 2010.

## Tracklists
| Núm. | Títol | Durada |
| ---- | ----- | ------ |

| 1. | «Heroes» (B.o.Y Remix)                 | 3:44 |
| 2. | «Heroes» (7th Heaven Club Mix)         | 6:30 |
| 3. | «Heroes» (Axento Extended Remix)       | 5:09 |
| 4. | «Heroes» (Eray Oktav Remix) (Extended) | 5:28 |

## Rànquings
| Chart (2015)                               | Peak position |
| ------------------------------------------ | ------------- |
| Australia (ARIA)                           | 19            |
| Austria (Ö3 Austria Top 40)                | 1             |
| Belgium (Ultratop Flanders)                | 2             |
| Belgium (Ultratop Wallonia)                | 6             |
| CIS (TopHit)                               | 107           |
| Czech Republic (Hitparáda Singles Top 100) | 69            |
| Denmark (Tracklisten)                      | 7             |
| Euro Digital Songs (Billboard)             | 6             |
| scope="row"                                |               |
| France (SNEP)                              | 33            |
| Germany (Official German Charts)           | 3             |
| Greece Digital Songs (Billboard)           | 1             |
| Hongria (Single Top 40)                    | 12            |
| Iceland (RÚV)                              | 1             |
| scope="row"                                |               |
| Israel (Media Forest)                      | 2             |
| Italy (FIMI)                               | 87            |
| Luxembourg Digital Songs (Billboard)       | 3             |
| Netherlands (Single Top 100)               | 12            |
| Norway (VG-lista)                          | 4             |
| scope="row"                                |               |
| Romania (Airplay 100)                      | 58            |
| Russia (2M)                                | 3             |
| scope="row"                                |               |
| Slovakia (IFPI Slovakia Rádio Top 100)     | 48            |
| Slovenia (SloTop50)                        | 2             |
| Spain (PROMUSICAE)                         | 3             |
| Sweden (Sverigetopplistan)                 | 1             |
| Switzerland (Schweizer Hitparade)          | 1             |
| Turkey (Number One Top 40)                 | 3             |
| UK Singles (OCC)                           | 11            |

| Chart (2015)                | Position |
| --------------------------- | -------- |
| Austria (Ö3 Austria Top 40) | 42       |
| Belgium (Ultratop Flanders) | 53       |
| Poland (ZPAV)               | 36       |
| Spain (PROMUSICAE)          | 80       |
| Sweden (Sverigetopplistan)  | 15       |

## Llançament
| País       | Data           | Format             | Discogràfica        |
| ---------- | -------------- | ------------------ | ------------------- |
| Dinamarca  | 28 febrer 2015 | Descàrrega digital | Warner Music        |
| Finlàndia  | 28 febrer 2015 | Descàrrega digital | Warner Music        |
| Noruega    | 28 febrer 2015 | Descàrrega digital | Warner Music        |
| Suècia     | 28 febrer 2015 | Descàrrega digital | Warner Music Suècia |
| Regne Unit | 28 febrer 2015 | Descàrrega digital | Warner Music        |
| Austràlia  | 28 febrer 2015 | Descàrrega digital | Warner Music        |
| Itàlia     | 9 març 2015    | Descàrrega digital | Warner Music        |